# Путчино (Курская область)
Путчино — деревня в Фатежском районе Курской области. Входит в состав Русановского сельсовета.

## География
Деревня находится на реке Путчинка (левый приток Красавки в бассейне Свапы), в 96 км от российско-украинской границы, в 58 км к северо-западу от Курска, в 13,5 км к северо-западу от районного центра — города Фатеж, в 12,5 км от центра сельсовета — деревни Басовка.
Климат
Путчино, как и весь район, расположено в поясе умеренно континентального климата с тёплым летом и относительно тёплой зимой (Dfb в классификации Кёппена).
Часовой пояс
Деревня Путчино, как и вся Курская область, находится в часовой зоне МСК (московское время). Смещение применяемого времени относительно UTC составляет +3:00.

## Этимология
Получила название от реки Путчинки, на берегах которой расположена. Название реки, в свою очередь, типичное для водного объекта, произошло от слова «пучина» — водоворот, провал в водоеме, болоте.

## История
Первозаимщиками деревни были однодворцы Демьяновы, Кащеевы, Носовы и Фроловы. Позднее в качестве зятьёв здесь поселились представители многих других однодворческих фамилий. В старину через Путчино проходила дорога из Курска в Брянск.
В XVII—XVIII веках деревня входила в состав Усожского стана Курского уезда. В 1700 году в Путчино было 33 двора, проживало более 700 человек. Из 338 мужчин было 7 помещиков, 149 однодворцев и 182 владельческих крестьянина. В 1710 году Путчино было наполовину заселено крестьянами, вывезенными из мест сражений Северной войны. Среди них значатся представители польской, черкасской и шведской наций. Землевладельцами деревни с XVIII века были князья Черкасские, дворяне Аладьины, Богдановы, Болотниковы, Горяйновы, Евсюковы, Занечковы, Камынины, Канищевы, Кащеевы, Локтионовы, Ларионовы, Мозалевские, Нестеровы, Ртищевы, Скоровы, Шеншины, Шетохины, Юдины, Яковлевы и другие. Местное население было приписано к приходу Покровского храма соседнего села Гаево.
В 1779 году Путчино вошло в состав Фатежского уезда. В 1-й половине XIX века однодворцы Путчина входили в подчинение казённой Шаховской волости. К моменту отмены крепостного права крестьянами деревни владели следующие помещики: Мария Локтионова (8 душ мужского пола), коллежский секретарь Пётр Шетохин (5 д.м.п.), жена коллежского регистратора Елизавета Юдина (15 д.м.п.), жена титулярного советника Екатерина Лукашева (46 д.м.п.), наследники губернского секретаря Фёдора Шетохина (45 д.м.п.), жена губернского секретаря Анастасия Ширкова (38 д.м.п.), коллежский регистратор Захар Ртищев (130 д.м.п.), жена коллежского секретаря Александра Лукина (1 д.м.п.). В 1861 году Путчино вошло в состав Игинской волости Фатежского уезда. В 1862 году в бывшей казённой и владельческой деревне Путчино было 92 двора, проживало 1136 человек (582 мужского пола и 554 женского). В 1877 году в Путчино было 147 дворов, проживало 957 человек. К этому времени деревня была передана в состав Нижнереутской волости.
В 1909 году на средства фатежского земства в деревне было открыто земское двухкомплектное училище, а в 1910 году — земская однокомплектная школа. В 1915 году в Путчино проживало 1307 человек (668 мужского пола и 639 женского).
Во время Великой Отечественной войны, с октября 1941 года по февраль 1943 года, находилась в зоне немецко-фашистской оккупации. В 1940-е — 1950-е годы в Путчино находился центр колхоза «Красный партизан» (председатели: Ф. Фролов, Борьянов, А. Д. Лукин, М.Пуговкин, В. А. Понарин). В 1960 году колхозы Нижнереутского сельсовета были объединены в один — «Новая жизнь» (центр в с. Нижний Реут).
До 2010 года входила в состав Нижнереутского сельсовета.

## Население
| 1979 | 2002 | 2010 |
| ---- | ---- | ---- |
| 415  | ↘175 | ↘93  |

## Исторические фамилии
Первыми жителями деревни были представители однодворческих фамилий: Басовы, Батины, Богдановы, Бунины, Сухочевы, Дмитриевы, Долгих, Емельяновы, Колычевы, Коростелевы, Курдюмовы, Литвиновы, Локтионовы, Лунины, Минаковы, Постниковы, Сабельниковы, Скорняковы, Слободины, Сухочевы, Труновы, Черкасовы.
Среди владельческих крестьян Путчина были распространены фамилии: Будановы, Буракины, Вышиковы, Глазуновы, Глухих, Гридины, Дадуровы, Жернахины, Затолокины, Камышевы, Кичигины, Колосковы, Котормины, Кривоусовы, Кривынины, Кузнецовы, Лавровы, Мазниковы, Маринины, Мащинины, Минайловы, Морохины, Рябых.

## Инфраструктура
Личное подсобное хозяйство. В деревне 99 домов.

## Транспорт
Путчино находится в 9,5 км от автодороги федерального значения М2 «Крым» (Москва — Тула — Орёл — Курск — Белгород — граница с Украиной) как часть европейского маршрута E105, в 7 км от автодороги регионального значения 38К-038 (Фатеж — Дмитриев), на автодорогe межмуниципального значения 38Н-675 (38К-038 – Нижний Реут – Путчино), в 20 км от ближайшего ж/д остановочного пункта 34 км (линия Арбузово — Лужки-Орловские).
В 179 км от аэропорта имени В. Г. Шухова (недалеко от Белгорода).